# Rajd Polski 1966
Rajd Polski 1966 (26. Rajd Polski) – 26. edycja rajdu samochodowego Rajd Polski rozgrywanego w Polsce. Rozgrywany był od 3 do 6 sierpnia 1966 roku. Bazą rajdu był Kraków. Rajd był dziesiątą rundą Rajdowych Mistrzostw Europy w roku 1966 i drugą rundą Rajdowych samochodowych mistrzostw Polski w roku 1966. 

## Wyniki końcowe rajdu
| Miejsce                      | Kierowca                     | Pilot                        | Samochód                     | Czas                         | Strata                       |                              |
| Klasyfikacja generalna i ERC | Klasyfikacja generalna i ERC | Klasyfikacja generalna i ERC | Klasyfikacja generalna i ERC | Klasyfikacja generalna i ERC | Klasyfikacja generalna i ERC | Klasyfikacja generalna i ERC |
| ---------------------------- | ---------------------------- | ---------------------------- | ---------------------------- | ---------------------------- | ---------------------------- | ---------------------------- |
| 1                            | Tony Fall                    | Atis Krauklis                | BMC Mini Cooper S 1000       | 1:23:48                      | -                            |                              |
| 2                            | Timo Mäkinen                 | Paul Easter                  | BMC Mini Cooper S            | 1:25:03                      | +1:15                        |                              |
| 3                            | Sobiesław Zasada             | Ewa Zasada                   | Steyr Puch 650 TR            | 1:25:41                      | +1:53                        |                              |
| 4                            | Roger Clark                  | Brian Melia                  | Ford Cortina Lotus           | 1:35:02                      | +11:14                       |                              |
| 5                            | Brian Culcheth               | Johnstone Syer               | Austin Mini Cooper S 1000    | 2:12:52                      | +49:04                       |                              |
| 6                            | Vladimír Křelina             | Karel Stehlík                | Škoda 1000 MB                | 2:12:58                      | +49:10                       |                              |
| 7                            | Andrzej Nytko                | Jan Wojczaczek               | Fiat 1300                    | 2:20:54                      | +57:06                       |                              |
| 8                            | Kazimierz Jaromin            | Janusz Zemła                 | Škoda 1000 MB                | 2:31:10                      | +1:07:22                     |                              |
| 9                            | Zdeněk Kec                   | Václav Peer                  | Škoda 1000 MB                | 2:46:49                      | +1:23:01                     |                              |
| 10                           | Antoni Weiner                | Jan Karel                    | Volvo 122 S                  | 3:11:25                      | +1:47:37                     |                              |
| Klasyfikacja RSMP            |                              |                              |                              |                              |                              |                              |
| 1                            | Sobiesław Zasada             | Ewa Zasada                   | Steyr Puch 650 TR            | 1:25:41                      | -                            |                              |
| 2                            | Andrzej Nytko                | Jan Wojczaczek               | Fiat 1300                    | 2:20:54                      | +55:13                       |                              |
| 3                            | Kazimierz Jaromin            | Janusz Zemła                 | Škoda 1000 MB                | 2:31:10                      | +1:05:29                     |                              |
| 4                            | Antoni Weiner                | Jan Karel                    | Volvo 122 S                  | 3:11:25                      | +1:45:44                     |                              |